# مارکو سای
مارکو سای (انگلیسی: Marco Sailer؛ زادهٔ ۱۶ نوامبر ۱۹۸۵) بازیکن فوتبال اهل آلمان است.
از باشگاه‌هایی که در آن بازی کرده‌است می‌توان به باشگاه فوتبال وی‌اف‌آر آلن، باشگاه فوتبال هایدنهایم، باشگاه فوتبال گروتر فورث، باشگاه فوتبال دارمشتات ۹۸، و باشگاه فوتبال وهن ویسبادن اشاره کرد.